# ベータトゥロフィン
ベータトゥロフィン（Betatrophin、β-trophin）は、ヒトなどで見られるタンパク質の1種である。例えば、マウスでは第9染色体にコードされており、ヒトでは第19染色体にコードされている。なお、ベータトゥロフィンにはANGPTL8と言う別名も存在する。後述のように、かつては膵臓でβ細胞を増殖させる機能を持っているのではないかと話題になったものの、それは後に否定された。

## 構造
ベータトゥロフィンは約22 (kDa)のタンパク質である。特徴的な構造として、N末端の特殊構造（？、N-terminal secretion signal）、2つのコイルドコイル、そして、幾つかのアンジオポエチンに似た構造を持っている。ただし、一般的なアンジオポエチンに似た構造の部分とは違って、ベータトゥロフィンの場合は、そのC末端にフィブリノゲンに似た構造が存在していない
。

## 機能
既述の通り、ベータトゥロフィンの構造中には、アンジオポエチンと似た構造の部分が存在するものの、他のアンジオポエチンとは違って、そのC末端にフィブリノゲンに似た構造が存在していない。そうであるにもかかわらず、ベータトゥロフィンは、アンジオポエチン類の中のアンジオポエチン3とアンジオポエチン4が持っている機能と同じ機能、すなわち、リポタンパク質リパーゼの阻害作用を有している

。
ところで、ベータトゥロフィンは、マウスにおいては、肝臓から分泌されているタンパク質であることが知られている

。
このベータトゥロフィンをマウスの肝臓で過剰発現させると、マウスにおいてはトリアシルグリセロールの量を減らすことができることが判明した

。
結局、マウスにおいてベータトゥロフィンは、血糖のコントロールには直接関わっていないものの、中性脂肪の代謝には大きな影響を与えていることが判明した

。

## 歴史的経緯

### β細胞に作用すると考えられた時期
2010年代に入った頃、マウスにおいてベータトゥロフィンは膵臓のランゲルハンス島にあるβ細胞を、細胞分裂させることによって増殖させる作用を持ったホルモンとして機能しているのではないかと勘違いされた。と言うのも、ベータトゥロフィンのcDNAをマウスに注入してみたところ、どうやら膵臓に影響を与えることで血糖が低下したように見えたからである。このために、もしかしたら糖尿病の治療に使えるかもしれないと期待された

。

### その後
しかしながら、ヒトに対してベータトゥロフィンを使っても、ランゲルハンス島のβ細胞に細胞分裂を引き起こして増殖させるといったことは不可能であった

。
その上、ベータトゥロフィンをノックアウトしたマウスを作成してみたところ、
別段ベータトゥロフィンが膵臓のランゲルハンス島のβ細胞の増殖を制御しているといった結果が得られなかったばかりか、
ベータトゥロフィンは血糖ではなく、むしろ、
中性脂肪の1種であるトリアシルグリセロールの濃度調節に関わっていることが明らかであるという結果が得られた

。
これらの結果から、ベータトゥロフィンには膵臓のランゲルハンス島のβ細胞を分裂させて増殖させる作用は無いと結論付けられた

。
したがって、糖尿病の治療のためにβ細胞を増やすといった使い方は絶望視された。ただ、中性脂肪の代謝に影響を与える作用がベータトゥロフィンには認められたことから、2014年現在、脂質異常症の形態の1種である高トリグリセリド血症（血中の中性脂肪が異常高値になっている状態）の治療に、ベータトゥロフィンを応用できる可能性はあるだろうと考えられている

。